# Ivanji Grad
Ivanji Grad este o localitate din comuna Komen, Slovenia, cu o populație de 82 de locuitori.